# Dendrobium glabrum
Dendrobium glabrum är en orkidéart som beskrevs av Johannes Jacobus Smith. Dendrobium glabrum ingår i släktet Dendrobium, och familjen orkidéer. Inga underarter finns listade i Catalogue of Life.